# Laura Tanguy
 (octobre 2024).
Si vous disposez d'ouvrages ou d'articles de référence ou si vous connaissez des sites web de qualité traitant du thème abordé ici, merci de compléter l'article en donnant les références utiles à sa vérifiabilité et en les liant à la section « Notes et références ».
Laura Tanguy (née le 2 août 1987 à Angers), a été élue Miss Pays de Loire en 2007 et deuxième dauphine de Miss France 2008. Après la parution, dans un magazine à scandale, de photos suggestives mettant en scène Valérie Bègue (Miss France 2008), Laura Tanguy a été mandatée dès le 6 janvier 2008 pour remplacer Miss France 2008 dans toutes les représentations officielles aux côtés de Geneviève de Fontenay et pour les élections régionales qualificatives à Miss France 2009, ainsi qu'aux élections internationales de Miss Monde 2008 et Miss Univers 2008.

## Biographie
Laura Tanguy est la fille d’un ingénieur et d’une laborantine en physique-chimie. Elle a vécu durant son enfance aux États-Unis, à San Antonio et à Angers.
Après des années comme mannequin à Paris et Miami, elle vit depuis à La Baule-Escoublac  mais continue à exercicer le métier de mannequin à l’international.  Une réputation qui n’est plus à faire aujourd’hui car son professionnalisme et sa carrière sont un exemple pour beaucoup. 
Elle est titulaire d’un bac ES, elle était inscrite à l'École d'infirmières d'Angers lors de sa candidature à l'élection de Miss France 2008. Elle pratique en outre le tennis et la danse classique.
Elle mesure 1,79 m a les yeux verts et ses mensurations sont 87/62/92.

## Parcours dans des concours de beauté
- Finaliste au concours Elite Model Look 2003 (élue à La Baule).
- Miss Chrono des Herbiers 2005.
- Miss Maine-et-Loire 2006.
- Miss Pays de Loire 2007 (élue à Cholet).
- 2e dauphine de Miss France 2008.
- Candidate à Miss Univers 2008 (du 12 juin au 14 juillet 2008 à Nha Trang au Viêt Nam), non classée.
- Candidate à Miss Monde 2008 (le 13 décembre 2008 à Johannesbourg en Afrique du Sud), non classée.

## Représentations
Outre son expérience de Miss, Laura a débuté le mannequinat à l'âge de 14 ans. Elle a été reconnue notamment comme mannequin à l'international dont la renommée a été reprise par de belles références. Parmi elles, la marque Victoria's Secret ou encore Yves Saint Laurent.
À la suite de la polémique née le 21 décembre 2007 et déclenchée par la parution dans le magazine Entrevue de photos privées quelque peu équivoques de la nouvelle Miss France élue, Valérie Bègue, la présidente du comité Miss France, Geneviève de Fontenay, a demandé la démission et la destitution de Valérie Bègue, deux semaines après son « sacre ».
Après décision du jury, Valérie Bègue a conservé son titre, mais elle ne participe ni aux concours de Miss Univers et de Miss Monde, ni à toutes les élections de Miss régionales à travers la France en présence de Geneviève de Fontenay. Par conséquent, le 6 janvier 2008, la présidente du comité Miss France a choisi Laura Tanguy, deuxième dauphine de Valérie Bègue, comme représentante de la France aux concours de Miss Monde 2008 et Miss Univers 2008, et pour accompagner Geneviève de Fontenay aux galas régionaux d'élections de Miss (la première dauphine, Miss Nouvelle-Calédonie, n’ayant pas souhaité occuper la fonction pour des raisons relatives à ses études).
Après le concours de Miss Monde 2008 en décembre de cette même année, Laura reprend ses études d'infirmière à Paris début 2009, en étant mannequin pour diverses agences à Paris, Nantes, Angers et à Angoulême.